# Lapišė
Lapišė je řeka 2. řádu ve středu Litvy v Žemaitsku, v severní části okresu Raseiniai, levý přítok Dubysy, do které se vlévá 2 km na jih od vsi Žalpiai, 71,5 km od jejího ústí do Němenu. Jejím pramenem je malý rybníček na východním okraji městečka Šiluva. Teče zpočátku k severu, po okraji rašeliniště Šiluvos tyrelis, u vsi Jurgaičiai se stáčí k západu, protéká lesem Palapišių miškas a po soutoku s říčkou Tytuva se stáčí k jihu až do soutoku s Dubysou. Většina horního toku je v několika úsecích regulována a teče mírně klikatě, na dolním toku silně meandruje. Většina toku je v blízkosti hranic okresu s okresem Kelmė. Průměrný spád je 358 cm/km. Dolní tok spadá do chráněné krajinné oblasti Dubysos regioninis parkas. Voda v řece je velmi čistá.

## Přítoky
- Levé:

| Hydrologické pořadí | Řeka          | Délka (km) | Povodí (km²) | Vzdálenost od ústí (km) | Ústí kde    | Koordináty ústí                  |
| ------------------- | ------------- | ---------- | ------------ | ----------------------- | ----------- | -------------------------------- |
|                     | Lapišikė      | 3,0        |              | 14,1                    | Aušrinė     | 55°32′52″ s. š., 23°10′47″ v. d. |
|                     | Riba          | 3,2        |              | 3,8                     | Baltkarčiai | 55°32′52″ s. š., 23°10′47″ v. d. |
|                     | Medinė Žyzdrė | 7,1        | 10,0         | 0,7                     | Juškaičiai  | 55°29′37″ s. š., 23°7′32″ v. d.  |

- Pravé:

| Hydrologické pořadí | Řeka                 | Délka (km) | Povodí (km²) | Vzdálenost od ústí (km) | Ústí kde                | Koordináty ústí                 |
| ------------------- | -------------------- | ---------- | ------------ | ----------------------- | ----------------------- | ------------------------------- |
| 14010291            | Tytuva               | 9,6        | 23,2         | 10,1                    | Palapišiai              | 55°32′50″ s. š., 23°8′22″ v. d. |
| 14010293            | Milžtė neboli Milštė | 7,8        | 16,6         | 5,5                     | žel. zastávka Lyduvėnai | 55°31′19″ s. š., 23°7′2″ v. d.  |

## Sídla při řece
- Šiluva, Roglaičiai, Palapišiai, Baltkarčiai, Žalpiai.

## Fauna
- Hrouzek obecný (Gobio gobio)
- Střevle potoční (Phoxinus phoxinus)
- Jelec proudník (Leuciscus leuciscus)
- Mřenka mramorovaná (Barbatula barbatula)
- Pstruh obecný potoční (Salmo trutta morpha fario)
- Pstruh obecný mořský (Salmo trutta morpha trutta)

## Flora
V údolí řeky se vyskytují vzácné rostliny:
- Prstnatec májový baltský (Dactylorhiza baltica)
- Vemeník zelenavý (Platanthera chlorantha)
- Zblochan hajní (Glyceria nemoralis)
- Šabřina tatarská (Conioselinum tataricum)